# Contrepèterie
La contrepèterie è un gioco di parole francese che consiste nello scambio di suoni all'interno della frase; benché vagamente affine allo scambio enigmistico italiano, se ne differenzia per vari motivi. Anzitutto è di natura fonetica e non grafica; può inoltre avvenire non solo fra singoli suoni, ma fra gruppi di essi; infine non ha valenza enigmistica, bensì soltanto umoristica, mirando a nascondere dietro una frase innocente un'altra frase a significato in genere osceno (es.: "la cuvette est pleine de bouillon").
Il francese si presta particolarmente al gioco della contrepèterie a causa della caduta delle desinenze nel parlato; nello stesso esempio citato, la parola (volgare) risultante da bouillon è un sostantivo plurale e assume la desinenza -s. L'italiano, viceversa, ha pochissime contrepèteries efficaci. La più celebre, che mantiene il carattere licenzioso del gioco originale, è "il mazzo di carte", ma ne esistono di altra natura ("il costo del pane" =  "il posto del cane"). Il gioco è più frequente in inglese, dove prende il nome specifico di spoonerism.
In francese esistono numerosi esempi letterari di contrepèterie, come in Rabelais: Panurge disoit qu'il n'y avait qu'un antistrophe entre femme folle à la messe et femme molle à la fesse, traducibile in: "Panurgo diceva che c'era solo un'antistrofe tra donna folle a messa e donna molle di natica".

## Esempi
((FR)  Joël Martin, La contrepèterie, Paris, Presse Universitaire de France, 2010 (seconda edizione), ISBN 978-2-13-057525-2, p. 17)